# آرنولد اورویل بکمان
آرنولد اورویل بکمان (انگلیسی: Arnold Orville Beckman؛ زاده ۱۰ آوریل ۱۹۰۰ – درگذشته ۱۸ مهٔ ۲۰۰۴) یک شیمی‌دان، مخترع، سرمایه‌گذار، و انسان‌دوست. اهل ایالات متحده آمریکا بود.